# الوكالة البرازيلية الأرجنتينية للمحاسبة ومراقبة المواد النووية
الوكالة البرازيلية الأرجنتينية للمحاسبة ومراقبة المواد النووية هي وكالة ضمانات ثنائية تلعب دور نشط في التحقق من الاستخدام السلمي للمواد النووية التي يمكن استخدامها بشكل مباشر أو غير مباشر لصنع أسلحة الدمار الشامل.

## التاريخ
يعود التعاون النووي بين الأرجنتين والبرازيل إلى عام 1986 بتوقيع بروتوكول حول المشاركة الفورية للمعلومات والمساعدة المتبادلة في حالة الحوادث النووية وحالات الطوارئ الإشعاعية.
تم إنشاء الوكالة في 18 يوليو 1991 وهي المنظمة الوحيدة للضمانات الثنائية القومية الموجودة في العالم وأول منظمة ثنائية أنشأتها الأرجنتين والبرازيل.
وبوصفها وكالة إقليمية تتعامل مع الضمانات فإن هدفها الرئيسي هو ضمان الأرجنتين والبرازيل والمجتمع الدولي بأن جميع المواد النووية تستخدم حصرا للأغراض السلمية.